# Batocarpus
Genre
Batocarpus est un genre de plantes à fleurs de la famille des Moraceae.

## Liste d'espèces
Selon ITIS (28 décembre 2013) :
- Batocarpus costaricensis Standl. & L.O. Williams

Selon NCBI (28 décembre 2013) :
- Batocarpus amazonicus
- Batocarpus costaricensis

Selon The Plant List (28 décembre 2013) :
- Batocarpus amazonicus (Ducke) Fosberg
- Batocarpus costaricensis Standl. & L.O.Williams
- Batocarpus orinocensis H.Karst.

Selon Tropicos (28 décembre 2013) (Attention liste brute contenant possiblement des synonymes) :
- Batocarpus amazonicus (Ducke) Fosberg
- Batocarpus costaricensis Standl. & L.O. Williams
- Batocarpus maranhensis de Mello Filho, Luiz Emygdio & Emmerich
- Batocarpus orinocensis H. Karst.